# Vrolijke verhalen uit het weekblad Donald Duck
Vrolijke verhalen uit het weekblad Donald Duck is een reeks met stripverhalen over Disneypersonages die eerder werden gepubliceerd in het weekblad Donald Duck. 
De reeks liep vanaf 1977 tot en met 1984. De stripserie heette eerst De beste verhalen uit het weekblad Donald Duck, waarbinnen ook een achttien verhalen van Donald Duck en vier verhalen van Dagobert Duck vielen die later onderdeel werden van de eigen reeksen De beste verhalen van Donald Duck en Oom Dagobert, avonturen van een Steenrijke Eend. De strips kwamen tot stand met zowel Nederlandse als Amerikaanse tekenaars en scenaristen.

## Albums
Naast de albums met de verhalen van Donald Duck en Oom Dagobert, zijn er in deze reeks 27 albums verschenen. Binnen deze reeks vielen de subreeksen van Kleine Boze Wolf, Rakker, Kleine Hiawatha, Broer Konijn, Willie Wortel en Pluto. Op de albums van de Kleine Boze Wolf staat vanaf nummer vier als reekstitel vermeld Grote daden van een Kleine Wolf.
| Titel                                        | Jaar | Subreeks         | Nummer subreeks |
| -------------------------------------------- | ---- | ---------------- | --------------- |
| Biggen, braveriken en boosdoeners            | 1977 | Kleine Boze Wolf | 1               |
| Rakker zet zijn beste beentje voor!          | 1977 | Rakker           | 1               |
| Een indiaantje met veel pijlen op zijn boog! | 1977 | Kleine Hiawatha  | 1               |
| Dombo het vliegende olifantje                | 1978 |                  |                 |
| Spitsboeven, speklappen & spelbrekers        | 1978 | Kleine Boze Wolf | 2               |
| Het is zo fijn een hond te zijn!             | 1978 | Rakker           | 2               |
| Slimme streken van een listige langoor       | 1978 | Broer Konijn     | 1               |
| Madam Mikmak verricht een heksentoer         | 1978 |                  |                 |
| Willie Wortel uitvinder                      | 1978 | Willie Wortel    | 1               |
| Varkens, vleeseters & vegetariërs            | 1978 | Kleine Boze Wolf | 3               |
| Kleine Hiawatha vaart er wel bij             | 1978 | Kleine Hiawatha  | 2               |
| Lomperds, leperds & lastposten               | 1978 | Kleine Boze Wolf | 4               |
| Rakker houdt de vaart erin!                  | 1979 | Rakker           | 3               |
| Kleine Hiawatha zit nooit stil               | 1979 | Kleine Hiawatha  | 3               |
| Pluto wint de poedelprijs                    | 1979 | Pluto            | 1               |
| Tokkie Tor                                   | 1979 |                  |                 |
| Griezels goeierds & grappenmakers            | 1979 | Kleine Boze Wolf | 5               |
| Rakker vangt nooit bot!                      | 1980 | Rakker           | 4               |
| Botweg de beste!                             | 1980 | Pluto            | 2               |
| Heethoofden helden & hardlopers              | 1980 | Kleine Boze Wolf | 6               |
| De bonte hond                                | 1981 | Pluto            | 3               |
| Dikkerds durfals & doorzetters               | 1980 | Kleine Boze Wolf | 7               |
| Rakker zet 'm op!                            | 1981 | Rakker           | 5               |
| Klungels klikspanen & krulstaarten           | 1980 | Kleine Boze Wolf | 8               |
| Vlegels vriendjes & valsspelers              | 1980 | Kleine Boze Wolf | 9               |
| 101 Dalmatiners                              | 1982 |                  |                 |
| Zwijntjes, zwoegers & zwakkelingen           | 1982 | Kleine Boze Wolf | 10              |
| Pinokkio                                     | 1982 |                  |                 |
| De drie Caballeros                           | 1982 |                  |                 |
| Willie Wortel                                | 1982 | Willie Wortel    | 2               |
| Kleine Hiawatha staat er gekleurd op!        | 1982 | Kleine Hiawatha  | 4               |
| Ranja met een rietje                         | 1982 | Broer Konijn     | 2               |
| Wolven, wijsneuzen & waaghalzen              | 1982 | Kleine Boze Wolf | 11              |
| Slimmerds, slachtoffers & slechteriken       | 1982 | Kleine Boze Wolf | 12              |
| Joe Carioca                                  | 1984 | Joe Carioca      | 1               |